# Klettenburg

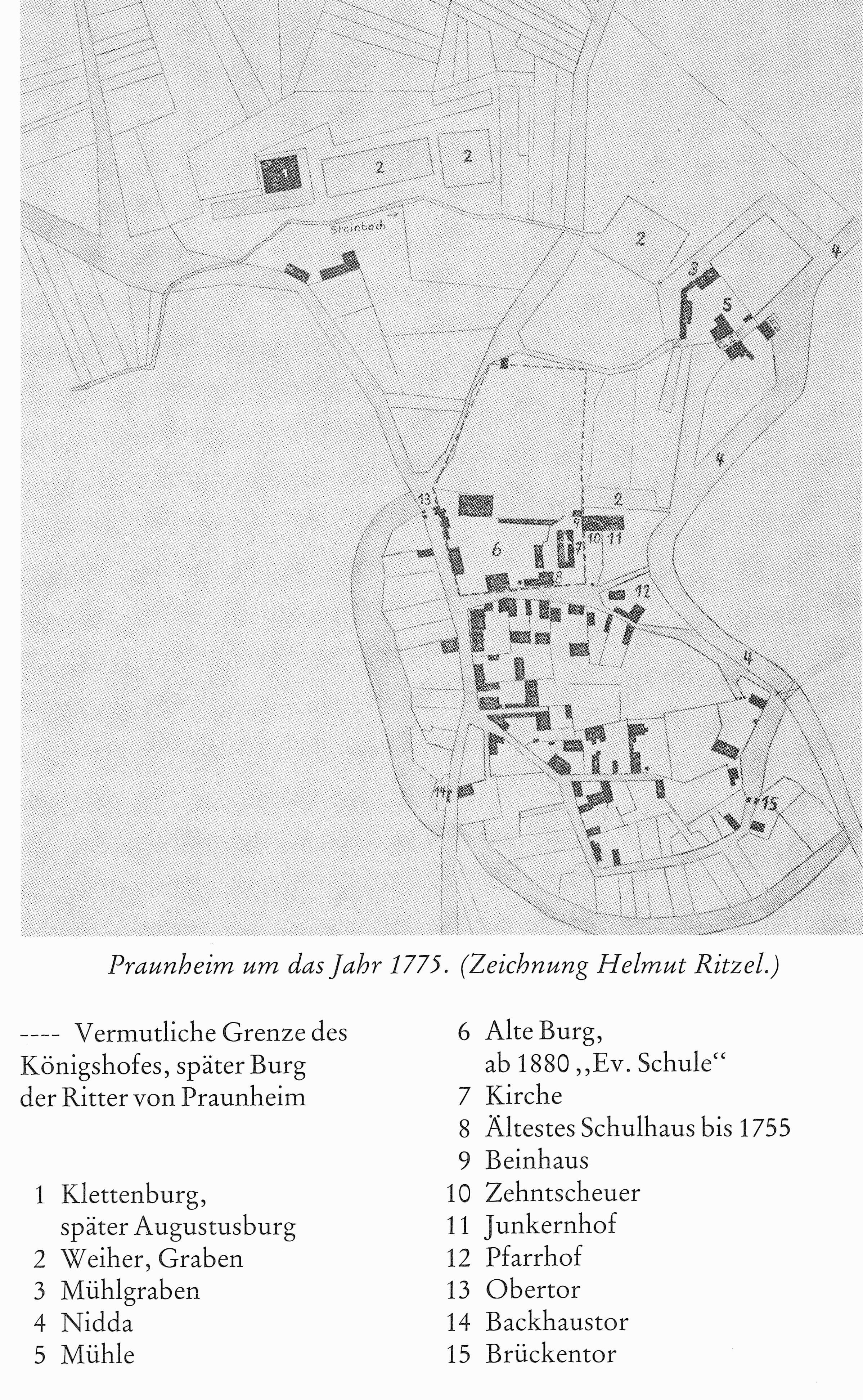
Die Lage der Burg auf einer Kartenskizze, die Praunheim um etwa 1775 darstellt.

Die Klettenburg, auch Clettenburg und später Augustusburg genannt, war eine Burganlage im heutigen Praunheim, einem Stadtteil von  Frankfurt am Main. Sie war im Besitz der Herren von Praunheim und lag in Richtung Niederursel in dem damals sumpfigen Steinbachtal unmittelbar nordöstlich an die Ortslage Praunheims angrenzend. Die vermutlich schon im 17. Jahrhundert baufällige Anlage wurde abgetragen, so dass keine Reste mehr vorhanden sind. Nach dem Aussterben des Praunheimer Adelsgeschlechts (mehrere Linien, 1618 oder 1714 erloschen) und dem Abriss der Burg in Teilen wurde sie zu einem Hofgut der Grafen von Solms-Rödelheim umgebaut.
Die Klettenburg ist nicht zu verwechseln mit dem alten Königshof in Praunheim, der sogenannten Alten Burg, die das heutige Gebiet zwischen Graebestraße und Alt-Praunheim sowie die heutige Kirche einschloss und später ebenfalls ein Lehenshof der Herren von Praunheim (jüngere Linie) war.

## Lage
Es sind keine Baustrukturen mehr sichtbar. Nur noch alte Flur- bzw. Straßennamen wie Augustenburgstraße, Im Burgfeld und Am Alten Schloß erinnern an die Burg. Sie lag am Osthang des Steinbachtales zwischen den heutigen Straßen Am Alten Schloß und Am Stockborn. Der alte Flurname lautete Clettenberg und gab der Burg seinen Namen.

## Geschichte
Im Jahre 1189 wird mit Wolfram das Geschlecht der Ritter von Praunheim erstmals erwähnt, der Schultheiß (scultetus) von Frankfurt war. 1194 werden die Praunheim als Reichsministeriale erwähnt, die königlichen Grundbesitz bewirtschafteten und die Erbauer der Klettenburg waren. Heilmann von Praunheim ist 1380 in einer Huldigung an die Stadt Frankfurt nachweisbar.
In Regesten (Rotulus aus vier Urkunden) der Reichsburg Friedberg, datiert von Januar bis April 1441, werden Henne von Prumheim, genannt von Clettenberg (Henne von Praunheim gen. Klettenburg) als Beschuldigter und Cune von Prumheim (Kuno von Praunheim) als einer der Schlichter im Streit mit Philipp v. Rudinckeim dem Älteren (Rüdigheim) um das Erbe der Henne von Rüdigheim genannt, was zumindest darauf hinweist, dass die Burg damals schon bestand und im Besitz der Praunheimer war. Ihm und seinem Bruder hat König Wenzel 1387 um der Dienste und Treue willen das bisherige Lehensgut gnediglich geeignet. Henne von Praunheim (genannt Klettenburg) wird der Bau der Klettenburg zugeschrieben.
Zum Verständnis weiterer Geschichte ist zu bemerken, dass 1478 die Grafen von Solms einen Teil von Praunheim erwarben, so dass Praunheim je zur Hälfte zu Solms-Rödelheim und zunächst zur Grafschaft Hanau-Münzenberg, ab 1642 zur Grafschaft Hanau, ab 1736 zur Landgrafschaft Hessen-Kassel gehörte.
1618 starb das Praunheimer Rittergeschlecht mit Philip Wolf aus, der noch ab 1584 wenige hundert Meter östlich die schon im Dreißigjährigen Krieg wieder zerstörte Burg Philippseck erbauen ließ. Ein knappes halbes Jahrhundert später, im Jahr 1676 (nach anderen Angaben 1658) erwarb Graf Johann August von Solms-Rödelheim die Klettenburg von Johann Erasmus Seiffart von Klettenberg und nannte sie fortan Augustenburg.
Wahrscheinlich lag die Ursache für den Verkauf in den Geldsorgen der von Praunheim, denn zwischen 1650 und 1672 gab es einige Gesuche der Mittelrheinischen Reichsritterschaft sowie der Burg Friedberg um Pfändungsmaßnahmen gegen mehrere ihrer zu Praunheim begüterten und verschuldeten Genossenschaftsmitglieder, besonders gegen die Junker von Praunheim.
Auf dem Boden der Klettenburg entstand das neue Hofgut, worauf der Graf 1766 die alleinige Gerichtsbarkeit in Anspruch nahm. Um 1760 waren die Reste der Burg so baufällig, dass sie abgebrochen wurden. 1791 wurden wegen Baufälligkeit auch die letzten Reste der alten Burg abgebrochen.
1806 fiel der Ort Praunheim zur Hälfte an das Großherzogtum Hessen. Sieben Jahre später bemühte sich ein Philipp Nikolaus Schmidt aus Frankfurt in einem Gesuch um die Genehmigung zur Ausgrabung der Fundamente der ehemaligen Klettenburg. Noch auf der Niveaukarte des Kurfürstenthums Hessen 1840–1861, Blatt 105, wurde die Klettenburg oberhalb Praunheims vermerkt. 1921 wurde das Gebiet Das Oberfeld am Alten Schloss baulich erschlossen und das Gelände überbaut.

## Baugeschichte
Die erste Burganlage wurde als Wasserburg mit Wassergraben und Zugbrücke bezeichnet. Dabei war wohl nur ein großer Palas oder Burgfried vorhanden, erst später kamen Wirtschaftsgebäude dazu. Diese wurden später zum Ausbau als Hofgut benutzt, während das Hauptgebäude verfallen ist. Noch um 1746 sollen über dem Tor des Hauptgebäudes zwei (unkenntliche) Wappendarstellungen mit der Jahreszahl 1670 angebracht gewesen sein. Ob die alte Burg auf den Resten einer römischen villa rustica erbaut wurde, kann nicht mehr exakt belegt werden, auch wenn römische Steine und Ziegel in den Mauerresten der Klettenburg gefunden wurden.

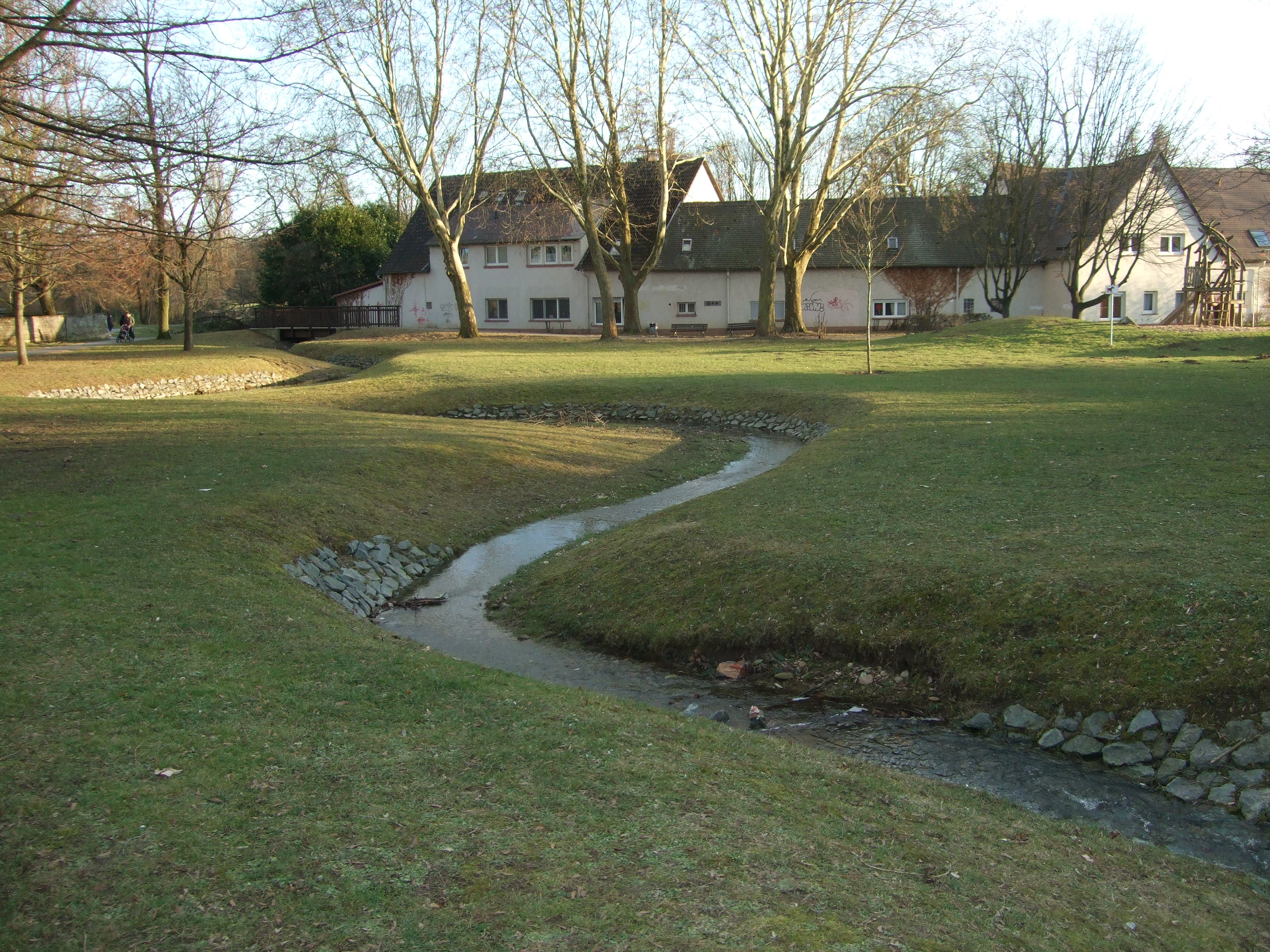
Der Steinbach in Praunheim war Zufluss des Wassergrabens der alten Burg.
Wappen der Erbauer der Burg: die Reichsministerialien von Praunheim
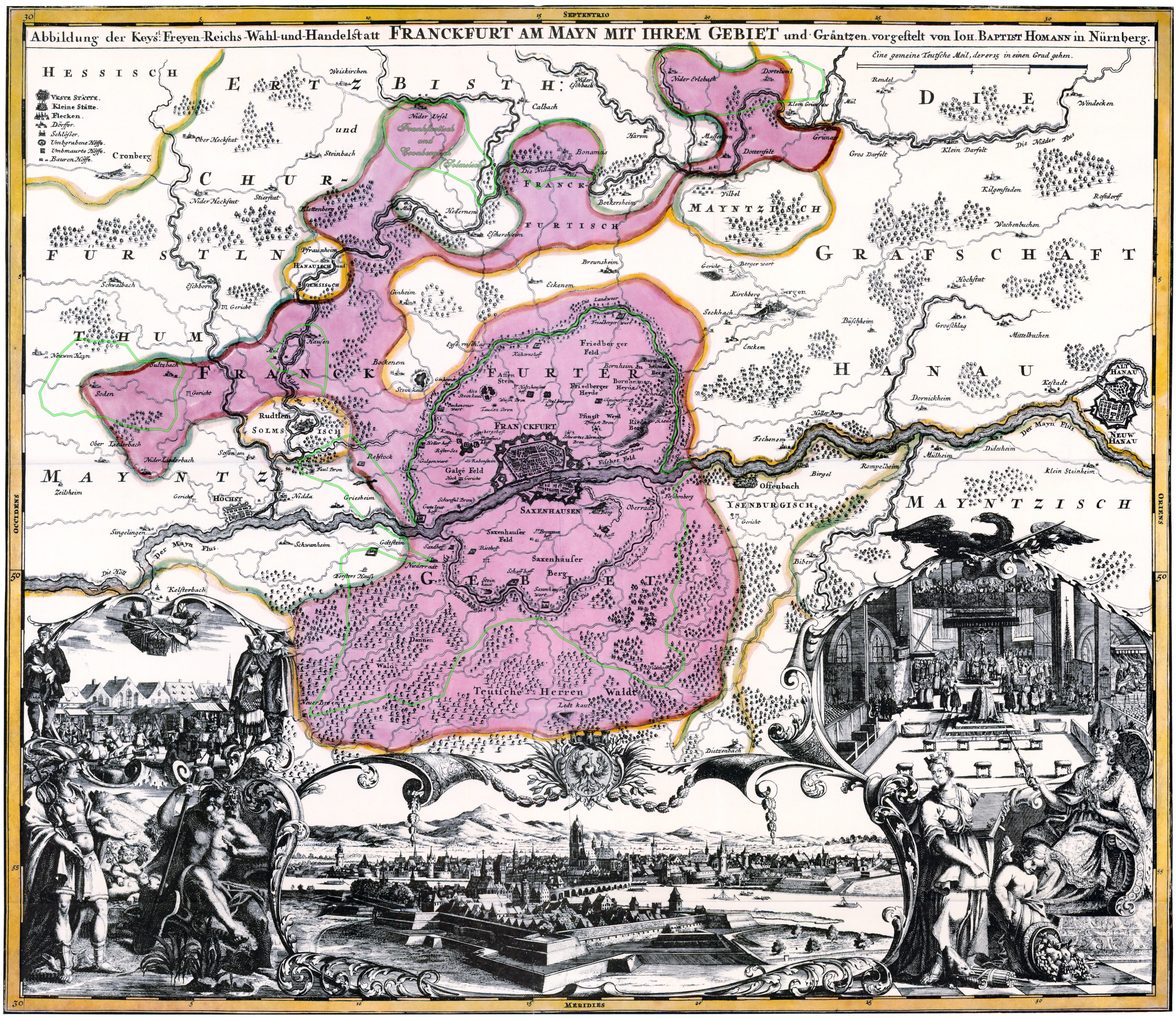
Johann Baptist Homanns Zeichnung der keyserlichen Freyen Reichs Wahl und Handelsstatt Franckfurt am Mayn mit ihrem Gebiet